# Gmina Miedźno
Die Gmina Miedźno ist eine Landgemeinde im Powiat Kłobucki der Woiwodschaft Schlesien in Polen. Ihr Sitz ist das gleichnamige Dorf mit etwa 2400 Einwohnern.

## Gliederung
Zur Landgemeinde Miedźno gehören zehn Ortschaften mit einem Schulzenamt:
Borowa
Dębiniec
Izbiska
Kołaczkowice
Kołaczkowice Małe
Miedźno
Mokra
Ostrowy
Wapiennik
Władysławów
Weitere Orte der Gemeinde sind
Gajówka Sudół
Krzyżówka
Mazówki
Mazówki (osada)
Nowy Folwark
Rębielice
Rywaczki
Rywaczki (osada)
Świercze

## Politik

### Bürgermeister
An der Spitze der Verwaltung steht der Gemeindevorsteher. Seit 2014 war dies Piotr Derejczyk, der der PiS angehört, aber mit seinem eigenen Wahlkomitee antrat. Bei der turnusmäßigen Wahl im April 2024 kam es zu folgendem Ergebni:
- Ewelina Stobiecka (Wahlkomitee „Gemeinde für Einwohner“) 51,2 % der Stimmen
- Piotr Derejczyk (Wahlkomitee „Gemeinwohl“) 48,2 % der Stimmen

Damit wurde Ewelina Stobiecka bereits im ersten Wahlgang zur neuen Gemeindevorsteherin gewählt.
Die turnusmäßige Wahl im Oktober 2018 führte zu folgendem Ergebnis:
- Piotr Derejczyk (Wahlkomitee „Gemeinwohl“) 57,9 % der Stimmen
- Andrzej Rózańska (PSL) 42,1 % der Stimmen

Damit wurde Amtsinhaber Derejczyk bereits im ersten Wahlgang wiedergewählt.

### Gemeinderat
Der Gemeinderat von Miedźno besteht aus 15 Mitgliedern, die in Einzelwahlkreisen gewählt werden. Die Wahl 2024 führte zu folgendem Ergebnis:
- Wahlkomitee „Gemeinde für Einwohner“ 53,4 % der Stimmen, 12 Sitze
- Wahlkomitee „Gemeinwohl“ 39,0 % der Stimmen, 3 Sitze
- Übrige 7,6 % der Stimmen, kein Sitz

Die Wahl 2018 führte zu folgendem Ergebnis:
- Wahlkomitee „Gemeinwohl“ 45,5 % der Stimmen, 7 Sitze
- Polskie Stronnictwo Ludowe (PSL) 42,8 % der Stimmen, 7 Sitze
- Wahlkomitee Dorota Miśkiewicz 5,1 % der Stimmen, 1 Sitz
- Übrige 6,6 % der Stimmen, kein Sitz

## Verkehr
Der ehemalige Haltepunkt Mokra Częstochowska liegt westlich von Miedźno, der Dienstbahnhof Miedźno an der Bahnstrecke Chorzów–Tczew.